# Kanaanbadet

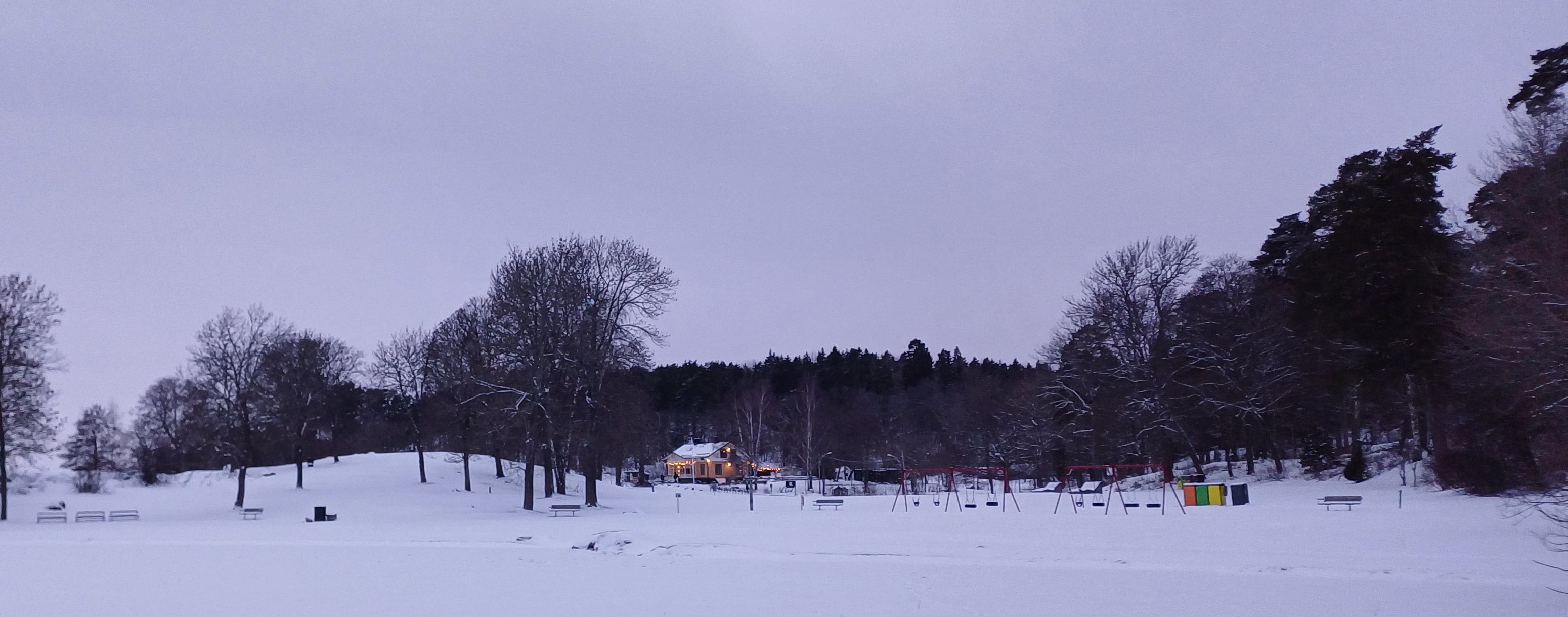
Kanaanbadet sett från isen, 2024

Kanaanbadet är en allmän, kommunal badplats i västra Stockholm vid sjön Mälaren. Badet är beläget i stadsdelsområdet Hässelby-Vällingby, strax väster om stadsdelen Blackeberg, sydväst om Grimsta och sydöst om Hässelby Strand och ingår i Grimsta naturreservat. 

## Allmänt
De bostadsområden som har promenadvägar till Kanaanbadet är Blackeberg, Råcksta, Vällingby, Grimsta, Hässelby gård och Hässelby strand, dessa har en sammanlagd befolkning på 36 000 individer. Kanaanbadet är ett populärt mål för Västerortsbor, alltså inte bara för boende i området runtomkring, och är ofta välbesökt varma sommardagar. Anvisad parkeringsplats är sommartid en mycket stor grusad plan som vintertid används för uppställning av båtar, på senvåren sjösätts dessa vilket sköts av Intresseföreningen Råcksta Sjöhage. Parkeringen ligger mindre än en kilometer från badet. Badet ligger två kilometer från Blackebergs tunnelbanestation.

## Utrustning
Kanaan är känt för vidsträckta gräsmattor, en asfalterad basketbollplan, en beachvolleybollplan (sand), och ett mindre hopptorn. Båda Kanaanbadets två stränder är på sommaren avgränsade utåt med bojade linor därför att det är vanligt med vattenskotrar och båtar utanför. En kiosk liksom ett café med uteservering finns och även en minigolf-anläggning. Dricksvatten går att få även när caféerna är stängda. Flera bajamajor fanns uppställda sommaren 2010.

## Verksamheter
Fritidsledare eller badvakt ska finnas på plats klockan 11-17 varje dag under badsäsongen. Stundom har badvattnet haft för höga bakteriehalter för att anses tjänligt - dock var det godkänt försommaren 2010. Stockholms Paddlarklubb bedriver verksamhet vid platsen och har sitt klubbhus beläget där. Under vintern har många gymnasieskolor sin isvaksutbildning vid badet.

## Namn och historik

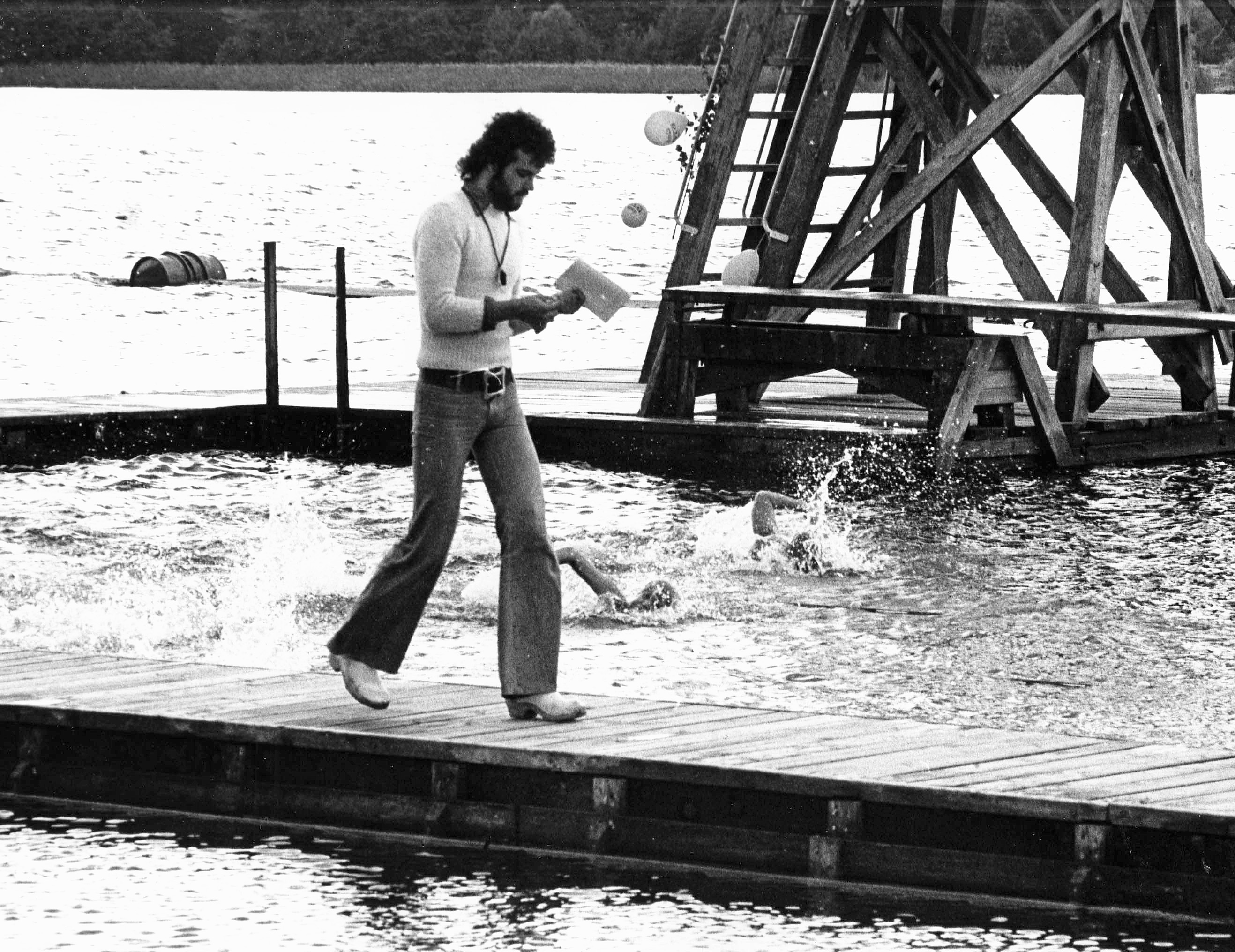
Simundervisning 1969.

Det bibliska namnet Kanaan förekommer första gången på 1730-talet och kommer från ett gammalt torp som låg på platsen. I slutet av 1700-talet byggdes här ett sommarnöje som senare omvandlades till sjökrog. Den gamla sjökrogen revs 1881 och "snuskungen" Knut Ljunglöf byggde huset som sedan 1952 är Kanaans Café.
Sveriges första ungdomsgård invigdes här 1933 och under andra världskriget var det en beredskapsförläggning för officerare. Kanaans Simsällskap har fått sitt namn från badet, där klubben bildades 1958. Klubben har numera verksamheten förlagd till olika bassänger i Västerort.
Åren 1935–1978 gick det badbussar hit för stockholmsbarnen (norr om Slussen) som skulle komma ut i naturen och njuta av bad, frisk luft och fria rörelser. En vanlig sommar på 1950-talet besöktes badet under sex veckor av 2000 barn per dag, från fem till fjorton år. De fick simundervisning och till lunch bullar och mjölk. Barn från Stockholms stad söder om Slussen åkte till Flatenbadet.

## Galleri

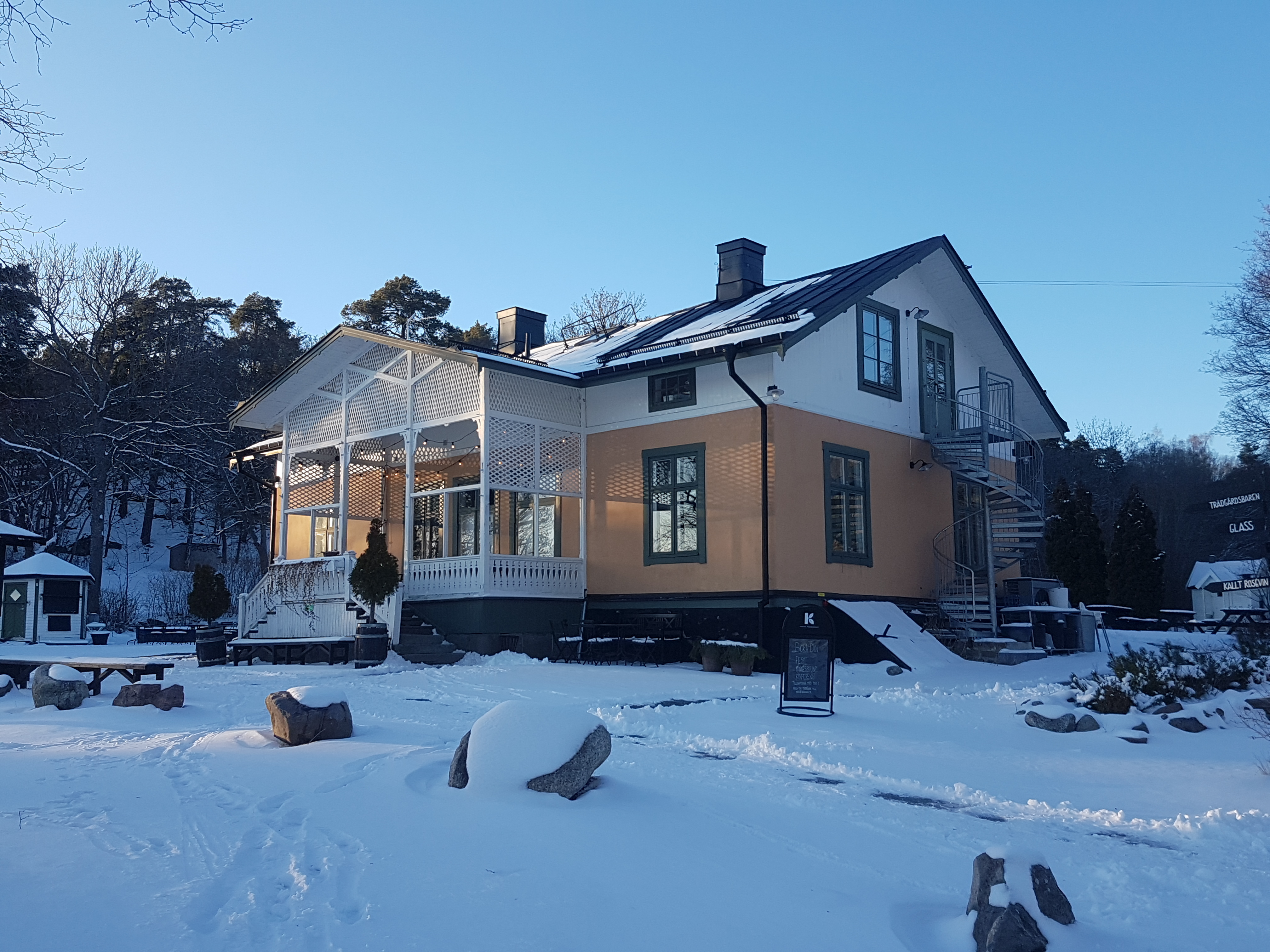
Kanaans Trädgårdskafé, vintertid 2023
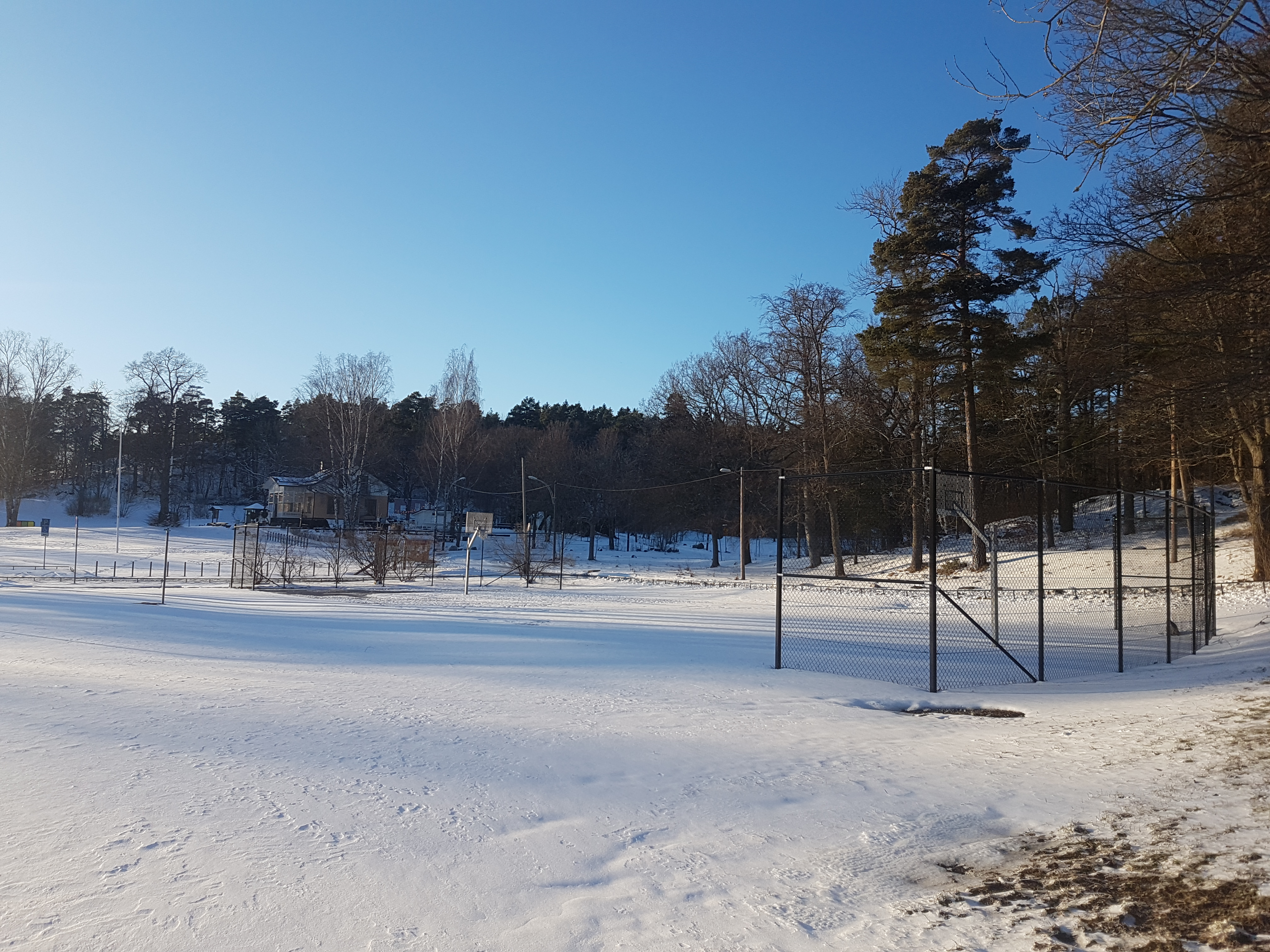
Kanaanbadets bollplan
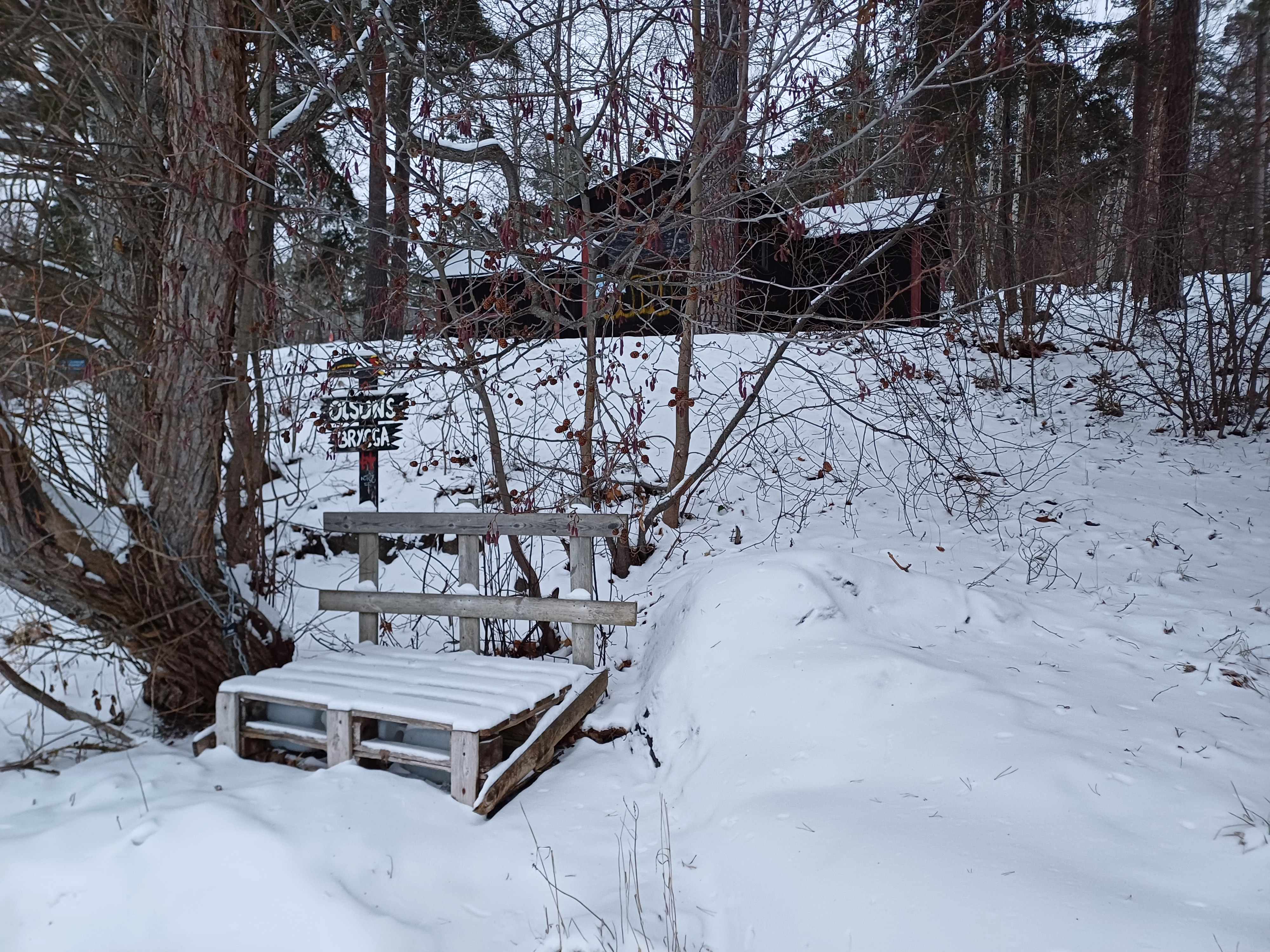
Brygga öster om stranden
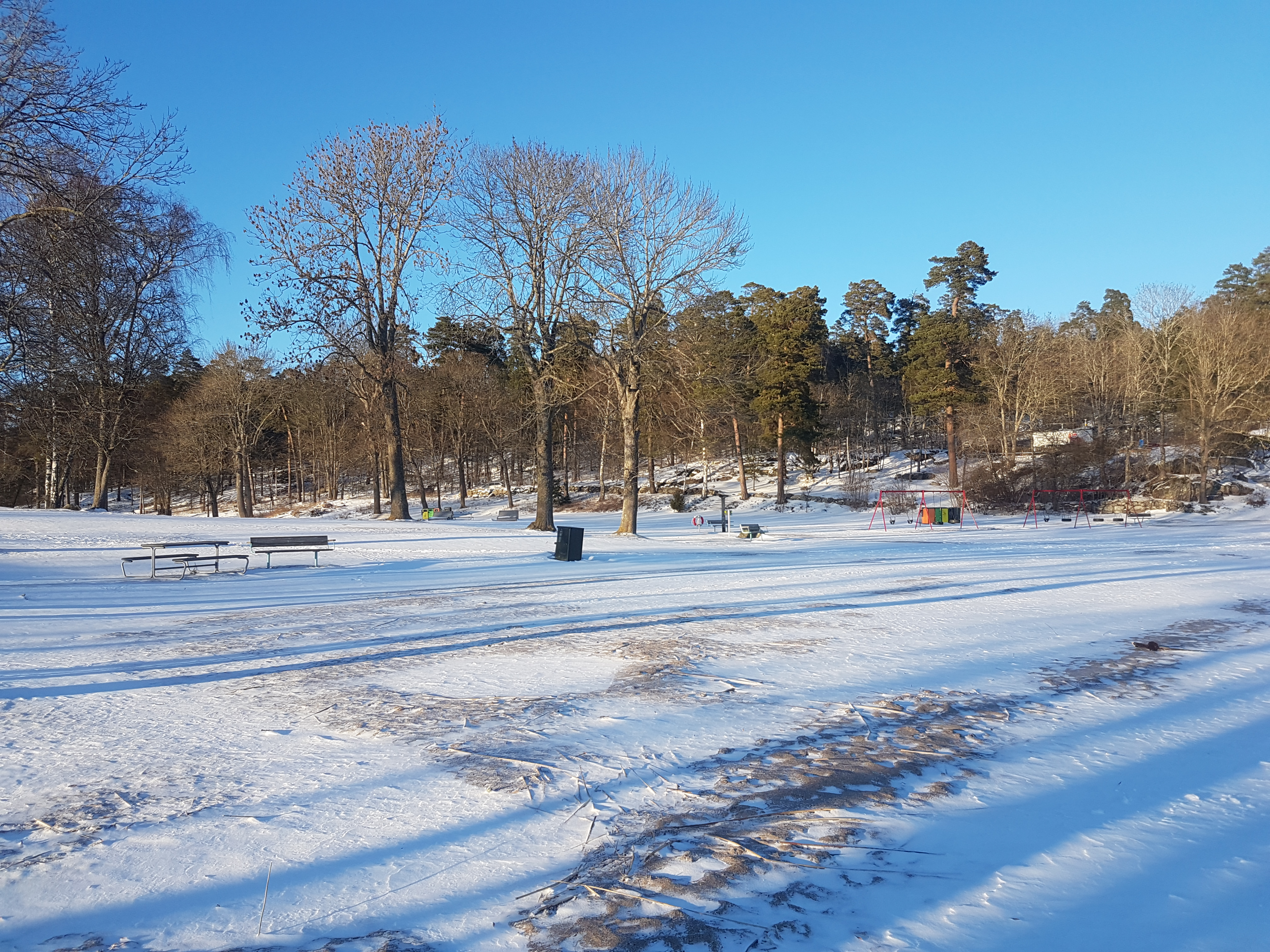
Östra delen av stranden
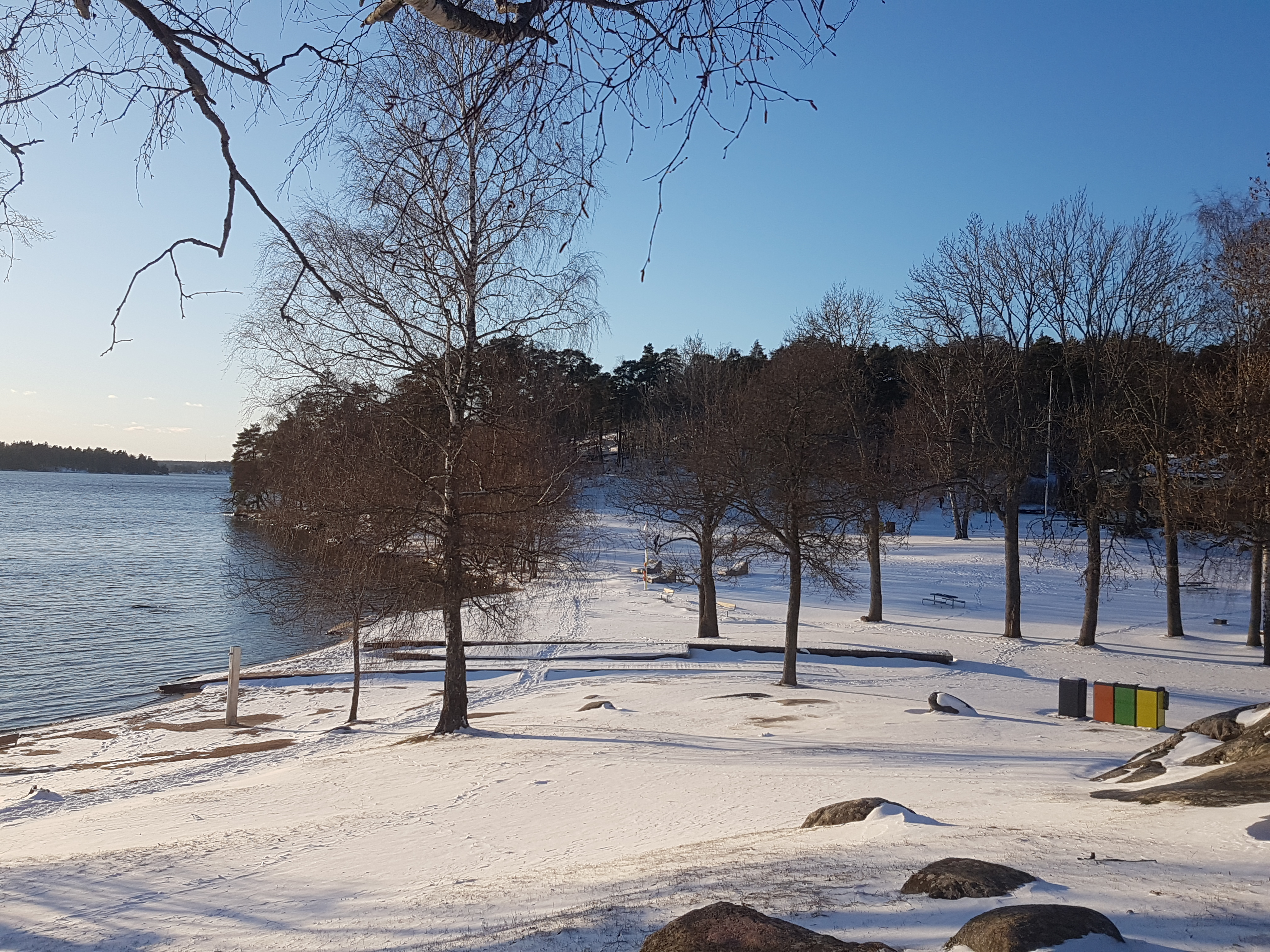
Västra delen av stranden